# Volta a Espanha de 1987
A 42ª edição da Vuelta decorreu entre 23 de abril a 15 de Maio de 1987 entre as localidades de Benidorm e Madrid. A corrida foi composta por 22 etapas, num total de mais de 3921 km, com uma média de 37,143 km/h.

## Equipas participantes
| Equipa              | Chefe de filas        |
| BH                  | Laudelino Cubino      |
| ADR - IOC - MBK     | Gregor Braun          |
| Bose - Systeme U    | Laurent Fignon        |
| Café de Colombia    | Luis Herrera          |
| Caja Rural          | Pello Ruiz Cabestany  |
| Dormilón            | Luc Suykerbuik        |
| DYC - Lucas         | Bjarne Riis           |
| Fagor - Larios      | Martin Earley         |
| Frinca Colchón - CR | Miguel Ángel Iglesias |

| Equipa           | Chefe de filas      |
| Gewiss Bianchi   | Moreno Argentin     |
| KAS              | Sean Kelly          |
| Kelme            | Vicente Belda       |
| PDM              | Pedro Delgado       |
| Reynolds - Seur  | Ángel Arroyo        |
| Ryalcao Postobón | Omar Hernández      |
| Sporting Vitalis | Joaquim Gomes       |
| Teka             | Jesús Blanco Villar |
| Zahor            | Juan Fernández      |

## Etapas
| Etapa   | data        | Etapa                        | Km         | Vencedor da etapa               | Líder da classificação geral   |
| Prólogo | 23 de abril | Benidorm                     | 6,6 (CRI)  | Jean Luc Vandenbroucke Bélgica  | Jean Luc Vandenbroucke Bélgica |
| 1ª      | 24 de abril | Benidorm-Albacete            | 219        | Sean Kelly Irlanda              | Sean Kelly Irlanda             |
| 2ª      | 25 de abril | Albacete-Valencia            | 217        | Paolo Rosola Itália             | Roberto Pagnin Itália          |
| 3ª      | 26 de abril | Valencia                     | 34,8 (CRI) | Sean Kelly Irlanda              | Sean Kelly Irlanda             |
| 4ª      | 27 de abril | Valencia-Villarreal          | 169        | Alfonso Gutiérrez Espanha       | Sean Kelly Irlanda             |
| 5ª      | 28 de abril | Salou-Barcelona              | 165        | Roberto Pagnin Itália           | Roberto Pagnin Itália          |
| 6ª      | 29 de abril | Barcelona-Andorra            | 220        | Jesús Ibáñez Loyo Espanha       | Sean Kelly Irlanda             |
| 7ª      | 30 de abril | Seo de Urgel-Cerler          | 186        | Laudelino Cubino Espanha        | Raymund Dietzen Alemanha       |
| 8ª      | 1 de Maio   | Benasque-Zaragoza            | 219        | Iñaki Gastón Espanha            | Raymund Dietzen Alemanha       |
| 9ª      | 2 de Maio   | Zaragoza-Pamplona            | 180        | Antonio Esparza Espanha         | Raymund Dietzen Alemanha       |
| 10ª     | 3 de Maio   | Miranda de Ebro-Alto Campoo  | 213        | Enrique Aja Espanha             | Raymund Dietzen Alemanha       |
| 11ª     | 4 de Maio   | Santander-Lagos de Covadonga | 179        | Luis Herrera Colômbia           | Luis Herrera Colômbia          |
| 12ª     | 5 de Maio   | Cangas de Onís-Oviedo        | 142        | Carlos Hernández Espanha        | Luis Herrera Colômbia          |
| 13ª     | 6 de Maio   | Luarca-Ferrol                | 223        | Carlos Emiro Gutiérrez Colômbia | Luis Herrera Colômbia          |
| 14ª     | 7 de Maio   | Ferrol-Andorra               | 220        | Juan Fernández Espanha          | Luis Herrera Colômbia          |
| 15ª     | 8 de Maio   | Corunha-Vigo                 | 185        | Antonio Esparza Espanha         | Luis Herrera Colômbia          |
| 16ª     | 9 de Maio   | Ponteareas-Ponferrada        | 237        | Dominique Arnaud França         | Luis Herrera Colômbia          |
| 17ª     | 10 de Maio  | Ponferrada-Valladolid        | 221        | Roberto Pagnin Itália           | Luis Herrera Colômbia          |
| 18ª     | 11 de Maio  | Valladolid                   | 24 (CRI)   | Jesús Blanco Villar Espanha     | Sean Kelly Irlanda             |
| 19ª     | 12 de Maio  | Barco de Ávila-Ávila         | 213        | Laurent Fignon França           | Luis Herrera Colômbia          |
| 20ª     | 13 de Maio  | Ávila-Segovia                | 183        | Omar Hernández Colômbia         | Luis Herrera Colômbia          |
| 21ª     | 14 de Maio  | Segovia-Collado Villaba      | 160        | Francisco Rodríguez Colômbia    | Luis Herrera Colômbia          |
| 22ª     | 15 de Maio  | Alcalá de Henares-Madrid     | 173        | Jaime Vilamajo Espanha          | Luis Herrera Colômbia          |

## Classificações
| \| 1. \| Luis Herrera \| Colômbia \| CAF \| 105h 34' 25s \| \| \| 2. \| Raymund Dietzen \| Alemanha \| TEK \| a 1' 04s \| \| \| 3. \| Laurent Fignon \| França \| SYS \| a 3' 13s \| \| \| 4. \| Pedro Delgado \| Espanha \| PDM \| a 3' 52s \| \| \| 5. \| Óscar de Jesús Vargas \| Colômbia \| RYA \| a 4' 03s \| \| \| 6. \| Vicente Belda \| Espanha \| KEL \| a 4' 40s \| \| \| 7. \| Anselmo Fuerte \| Espanha \| BH \| a 4' 59s \| \| \| 8. \| Yvon Madiot \| França \| SYS \| a 5' 25s \| \| \| 9. \| Henry Cárdenas \| Colômbia \| CAF \| a 7' 08s \| \| \| 10. \| Omar Hernández \| Colômbia \| RYA \| a 7' 33s \| \| |                       |          |     |              |  |
| 1. | Luis Herrera          | Colômbia | CAF | 105h 34' 25s |  |
| 2. | Raymund Dietzen       | Alemanha | TEK | a 1' 04s     |  |
| 3. | Laurent Fignon        | França   | SYS | a 3' 13s     |  |
| 4. | Pedro Delgado         | Espanha  | PDM | a 3' 52s     |  |
| 5. | Óscar de Jesús Vargas | Colômbia | RYA | a 4' 03s     |  |
| 6. | Vicente Belda         | Espanha  | KEL | a 4' 40s     |  |
| 7. | Anselmo Fuerte        | Espanha  | BH  | a 4' 59s     |  |
| 8. | Yvon Madiot           | França   | SYS | a 5' 25s     |  |
| 9. | Henry Cárdenas        | Colômbia | CAF | a 7' 08s     |  |
| 10. | Omar Hernández        | Colômbia | RYA | a 7' 33s     |  |

| \| 1. \| Alfonso Gutiérrez \| Espanha \| TEK \| 147 pontos \| \| 2. \| Luis Herrera \| Colômbia \| CAF \| 104 pontos \| \| 3. \| Jesús Blanco Villar \| Espanha \| TEK \| 104 pontos \| |                     |          |     |            |
| 1. | Alfonso Gutiérrez   | Espanha  | TEK | 147 pontos |
| 2. | Luis Herrera        | Colômbia | CAF | 104 pontos |
| 3. | Jesús Blanco Villar | Espanha  | TEK | 104 pontos |

| \| 1. \| Luis Herrera \| Colômbia \| CAF \| 174 pontos \| \| 2. \| Vicente Belda \| Espanha \| KEL \| 105 pontos \| \| 3. \| Henri Abadie \| França \| FAG \| 97 pontos \| |               |          |     |            |
| 1. | Luis Herrera  | Colômbia | CAF | 174 pontos |
| 2. | Vicente Belda | Espanha  | KEL | 105 pontos |
| 3. | Henri Abadie  | França   | FAG | 97 pontos  |

| \| 1. \| Miguel Ángel Iglesias \| Espanha \| CCR \| 31 pontos \| |                       |         |     |           |
| 1.                                                               | Miguel Ángel Iglesias | Espanha | CCR | 31 pontos |

| \| 1. \| Henri Abadie \| França \| FAG \| - \| |              |        |     |   |
| 1.                                             | Henri Abadie | França | FAG | - |

| \| 1. \| Johhny Weltz \| Dinamarca \| FAG \| 106h 25' 35s \| |              |           |     |              |
| 1.                                                           | Johhny Weltz | Dinamarca | FAG | 106h 25' 35s |

| \| 1. \| Laurent Fignon \| França \| SYS \| - \| |                |        |     |   |
| 1.                                               | Laurent Fignon | França | SYS | - |

| \| 1. \| Ryalcao Postobón \| Colômbia \| RYA \| 316h 51' 36s \| |                  |          |     |              |
| 1.                                                              | Ryalcao Postobón | Colômbia | RYA | 316h 51' 36s |